# Saint-Sulpice-Laurière
Saint-Sulpice-Laurière är en kommun i departementet Haute-Vienne i regionen Nouvelle-Aquitaine i västra Frankrike. Kommunen ligger i kantonen Laurière som tillhör arrondissementet Limoges. År 2022 hade Saint-Sulpice-Laurière 804 invånare.

## Befolkningsutveckling
Antalet invånare i kommunen Saint-Sulpice-Laurière
| Referens: INSEE |